# STS–47
Az STS–47 az amerikai űrrepülőgép-program 50., az Endeavour űrrepülőgép 2. repülése. A legénység tagja volt Mamoru Mohri, az első japán űrhajós.

## Jellemzői
A legénység tagja volt az első japán űrhajós, az első afroamerikai nő, és – ellentétben NASA politikájával – az első házaspár (Mark Lee és Jan Davis).

### Első nap
1992. szeptember 12-én a szilárd hajtóanyagú gyorsítórakéták, Solid Rocket Booster(SRB) segítségével Floridából, a Cape Canaveral (KSC) Kennedy Űrközpontból, a LC39–B (LC–Launch Complex) jelű indítóállványról emelkedett a magasba. Az orbitális pályája 90,5 perces, 57 fokos hajlásszögű, elliptikus pálya perigeuma 297 kilométer, az apogeuma 310 kilométer volt. Felszálló tömeg indításkor 110 863 kilogramm, leszálló tömeg 99 450 kilogramm. Szállított hasznos teher 12 485 kilogramm
A misszió időtartamát egy nappal meghosszabbították, hogy az összes tervezett kísérletet elvégezhessék.

## Hasznos teher
1. A Spacelab mikrogravitációs laboratórium 9. alkalommal teljesített kutatási, biológiai- és anyagelőállítási szolgálatot. A nemzetközi legénység 12 órás váltásokban végezte az előírt feladatokat. Az elvégzett 44 (24 anyagtudományi és 20 élettudományi) kísérlet közül 35-öt a Japán Űrügynökség finanszírozott. Anyagtudomány vizsgálatok biotechnológia, elektronikus anyagok, folyadékok dinamikája és  transzport jelenségek, kerámiai anyagok, fémötvözetek, és gyorsulás mérések. Élettudományi kísérletek: az emberi egészségre irányulók, sejt elkülönítés és biológia folyamatok, fejlődésbiológia, állati és emberi fiziológia és viselkedés, a világűr sugárzó anyagok hatása, valamint a biológiai ritmus mérése. Tesztalanyok voltak: a személyzet, a japán koi hal, állati- és növényi sejtek, csirke embriók, gyümölcs legyek, gombák és növényi magvak, békák és a béka tojások.
2. Get Away Special (GAS) – tartály 12 iskolai kísérlet (10 amerikai, 2 angol), a TRW Systems Integration Group (Fairfax) támogatásával.
3. Israeli Space Agency Investigation About Hornets (ISAIAH) – Ézsaiás kísérletet. A lódarazsak viselkedését figyelték mikrogravitációs környezetben.
4. Shuttle Amateur Radio Experiment (SAREX) – amatőr rövidhullámú rádiós kapcsolat a Space Shuttle legénységével.
5. Solid Surface Combustion Experiment (SSCE) – a tűz terjedésének folytatólagos vizsgálata súlytalanságban. A vizsgálati kamrában (az űrrepülőgép fedélzetének levegő összetételével megegyezően) 35% oxigén, 65% nitrogén, és 1,5 légköri nyomás volt.
6. Space Acceleration Measurement System (SAMS) – több érzékelőfejes gyorsulásmérés.
7. Ultraviolet Plume Experiment (UVPI) – az űrrepülőgép hajtóműveinek vizsgálata.
8. Air Force Maui Optical Site (AMOS) – radar- és optikai megfigyelések elősegítése, a földi egységek kalibrálásának biztosítása

## Hetedik nap
1992. szeptember 20-án a Kennedy Űrközponton, kiinduló bázisán szállt le. Összesen 7 napot, 22 órát, 30 percet és 23 másodpercet töltött a világűrben. 5 265 523 kilométert (3 271 844 mérföldet) repült, 126 alkalommal kerülte meg a Földet.

## Személyzet
(zárójelben a repülések száma az STS–47 küldetéssel együtt)
- Robert Gibson (4), parancsnok
- Curtis Brown (1), pilóta
- Mark Lee (2), rakományparancsnok
- Jan Davis (1), küldetésfelelős
- Jerome Apt (2), küldetésfelelős
- Mae Jemison (1), küldetésfelelős
- Mamoru Mohri (1), rakományfelelős – (Japán Űrügynökség, Japán)

### Tartalék személyzet
- Chiaki Naito-Mukai, rakományfelelős – (JAXA, Japán)
- Doi Takao, rakományfelelős – (JAXA, Japán)
- Stanley Norbert Koszelak, küldetésfelelős

### Visszatérő  személyzet
- Robert Lee Gibson (4), parancsnok
- Curtis Brown (1), pilóta
- Mark Charles Lee (2), rakományparancsnok
- Jan Davis (1), küldetésfelelős
- Jerome Apt (2), küldetésfelelős
- Mae Jemison (1), küldetésfelelős
- Mamoru Mohri (1), rakományfelelős